# Webgrafía
Una webgrafia es un listado o referencia bibliográfica a modo de bibliografía de recursos electrónicos, es decir, de enlaces a páginas web, sitios web, blogs o portales de internet. Se trata de un neologismo creado del término en inglés webgraphy (de web bibliography). Además de su uso en la bibliometría, es utilizado también en la cibermetría.
El término webgrafía se define como el ‘repertorio de recursos procedentes de internet referentes a una materia determinada o empleados en una obra o trabajo’. Estos recursos se nombran por su dirección electrónica (enlace, link o URL) que es la ubicación en internet donde está alojado el recurso. Este término aún no está reconocido por la Real Academia Española de la Lengua. Conviene no olvidar que en biblioteconomía este término quedaría englobado dentro del más general bibliografía, que incluye todos los recursos y fuentes independientemente de cuál sea su procedencia.
Su empleo resulta cada vez más habitual en el ámbito académico, por lo que en ocasiones tiene también cabida en los medios de comunicación.
La palabra webgrafía se ha formado —por analogía con biografía— a partir del sustantivo web y de la base compositiva –grafía, también presente en voces como hemerografía, videografía o filmografía, y su uso no es censurable si se quiere resaltar que determinada documentación procede de internet y no de otros medios.
Lo habitual es la adición de una o a la base a la que se añade el sufijo, si este es de origen griego, como en filmografía o cristalografía, lo que ha originado la forma webografía, correctamente formada pero con un uso muy escaso, debido probablemente a la cacofonía del término en español. También adecuadas pero poco frecuentes son la voz cibergrafía y la expresión bibliografía web.